# Titanacris
Titanacris  (лат.) — род насекомых из надсемейства саранчовых отряда прямокрылых. Ареал рода охватывает Центральную и Южную Америку от юга Мексики до юго-востока Бразилии. Общая длина тела от головы до концов надкрыльев около 6 см.

## Виды
В роде Titanacris 7 видов:
- Titanacris albipes (De Geer, 1773) — Амазония;
- Titanacris gloriosa (Hebard, 1924) — Панама;
- Titanacris humboldtii (Scudder, 1869) — Эквадор;
- Titanacris olfersii (Burmeister, 1838) — Амазония, Колумбия, юго-восток Бразилии;
- Titanacris ornatifemur Descamps & Carbonell, 1985 — Коста-Рика;
- Titanacris picticrus (Descamps, 1978) — центральные регионы Бразилии, Французская Гвиана;
- Titanacris velazquezii (Nieto, 1857) — юго-восток Мексики вдоль юго-западного побережья Мексиканского залива, Гватемала.

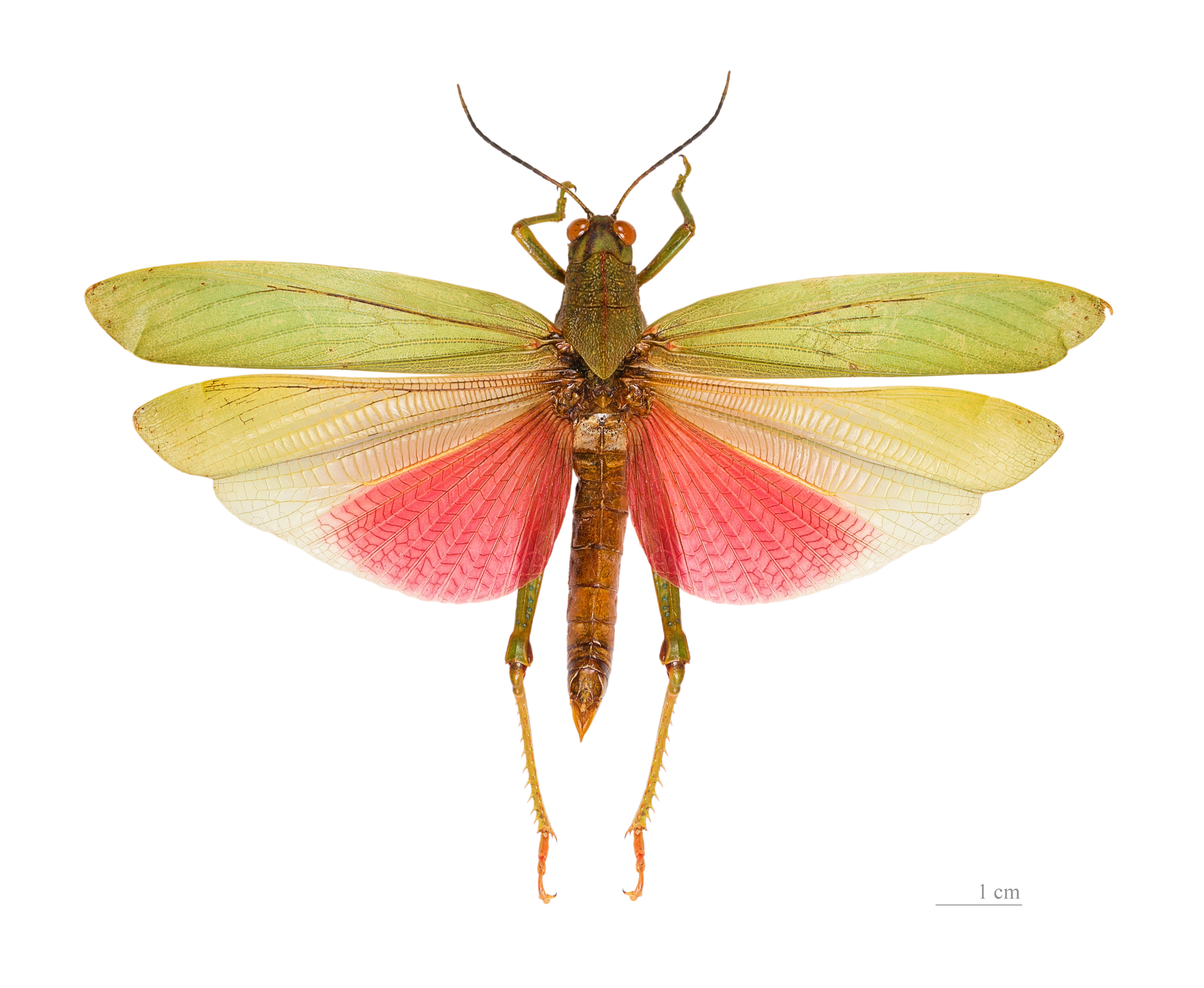
Titanacris picticrus picticrus, самец
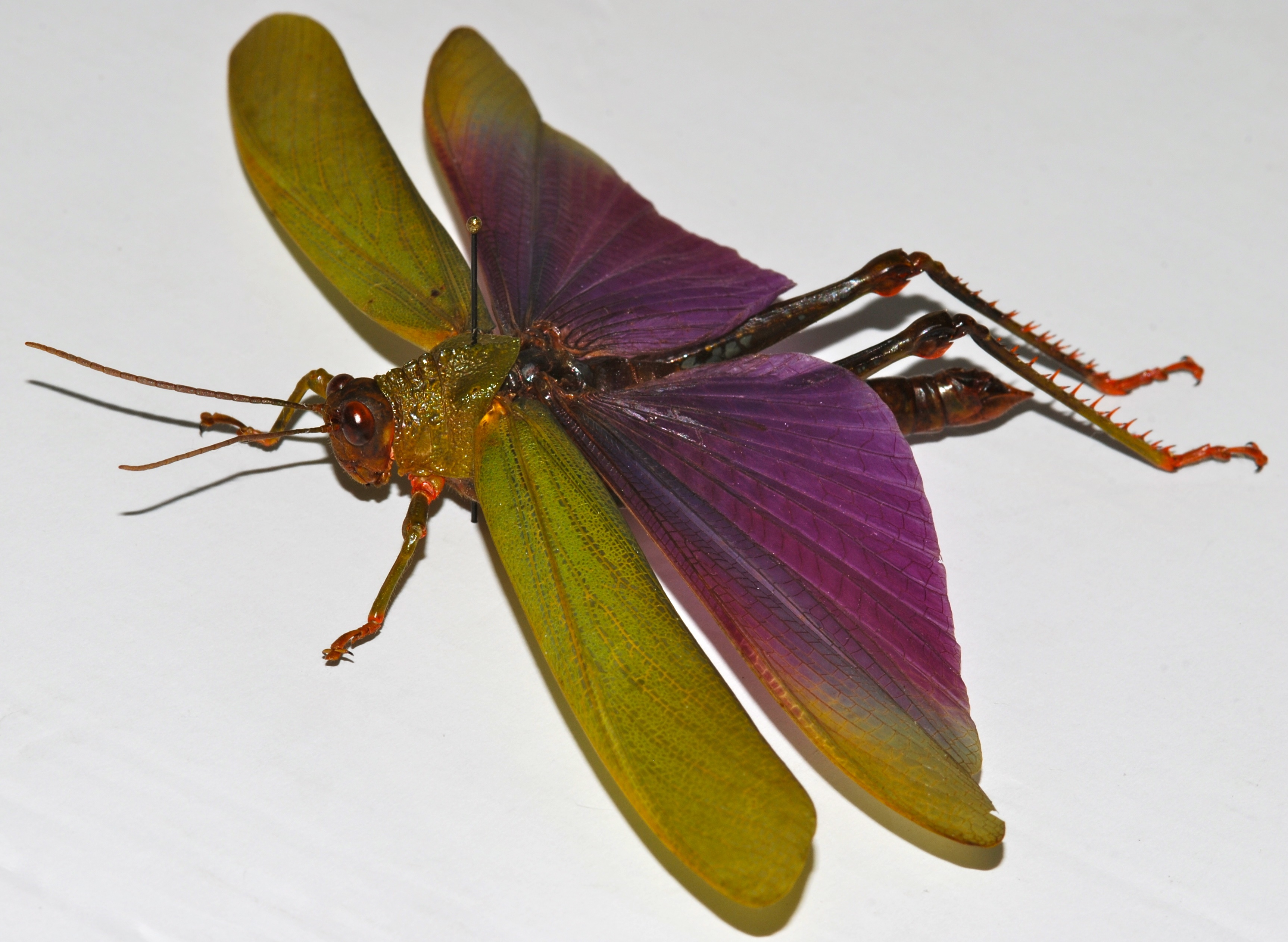
Titanacris albipes, самец
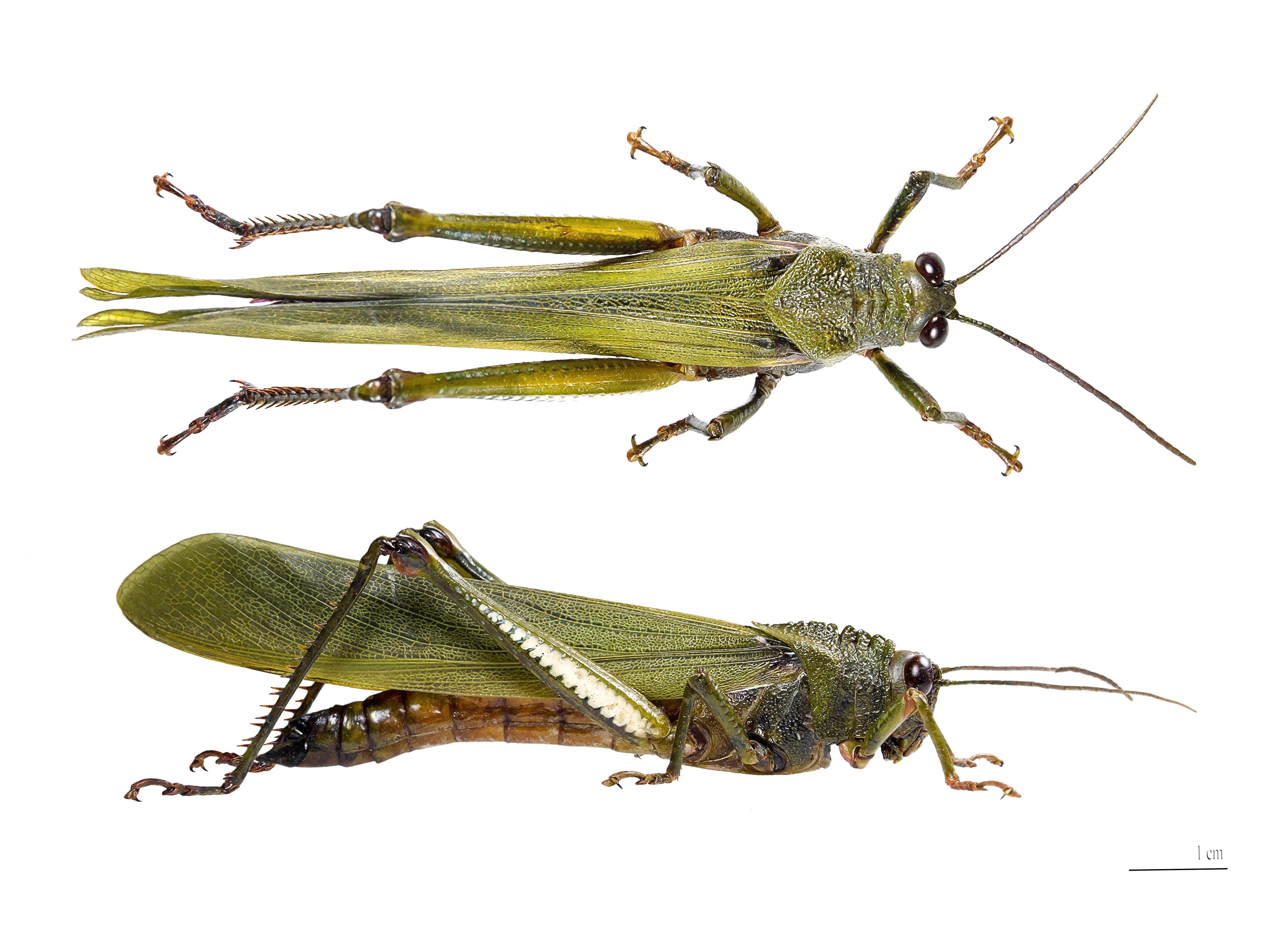
Titanacris albipes, самец
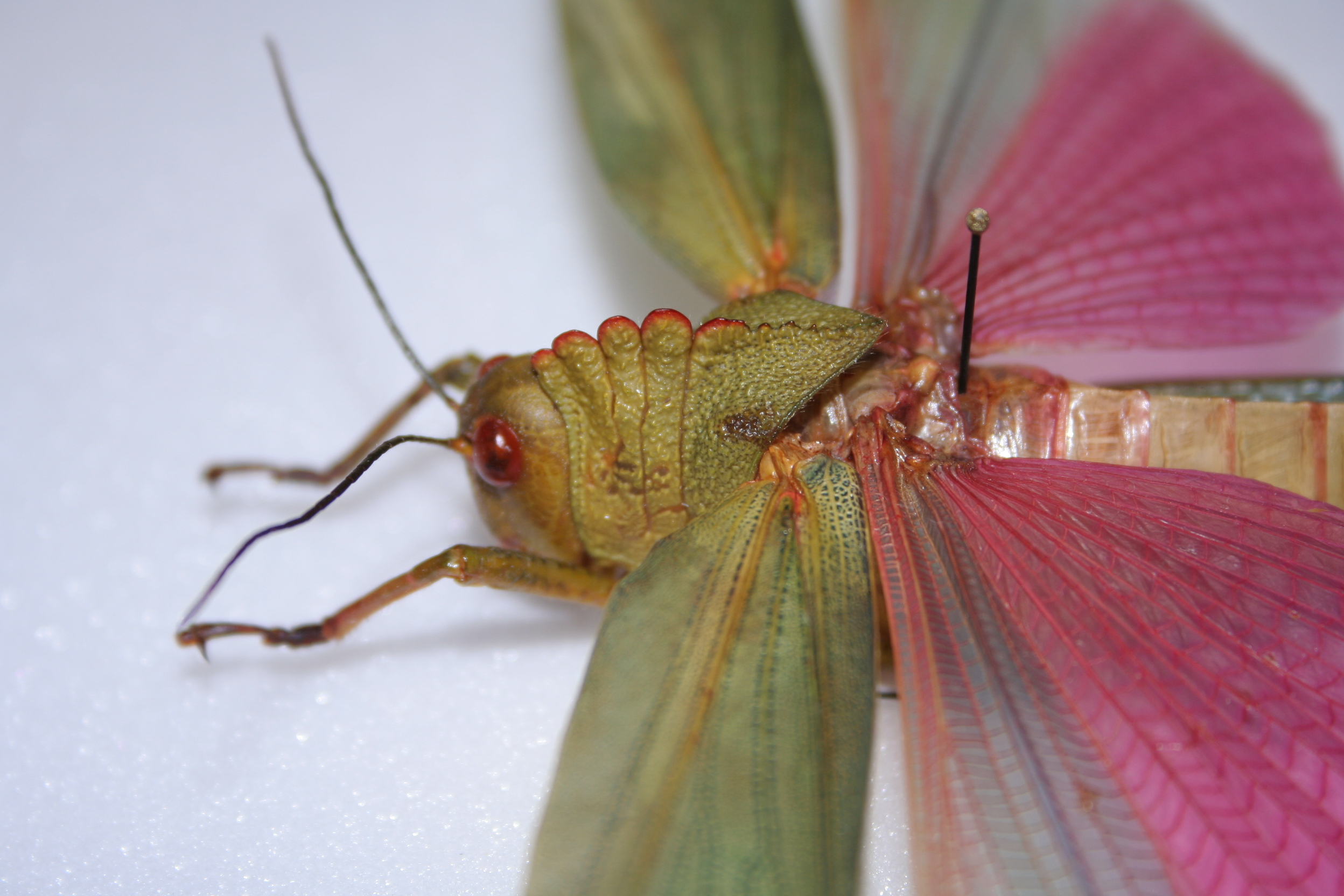
Titanacris sp.
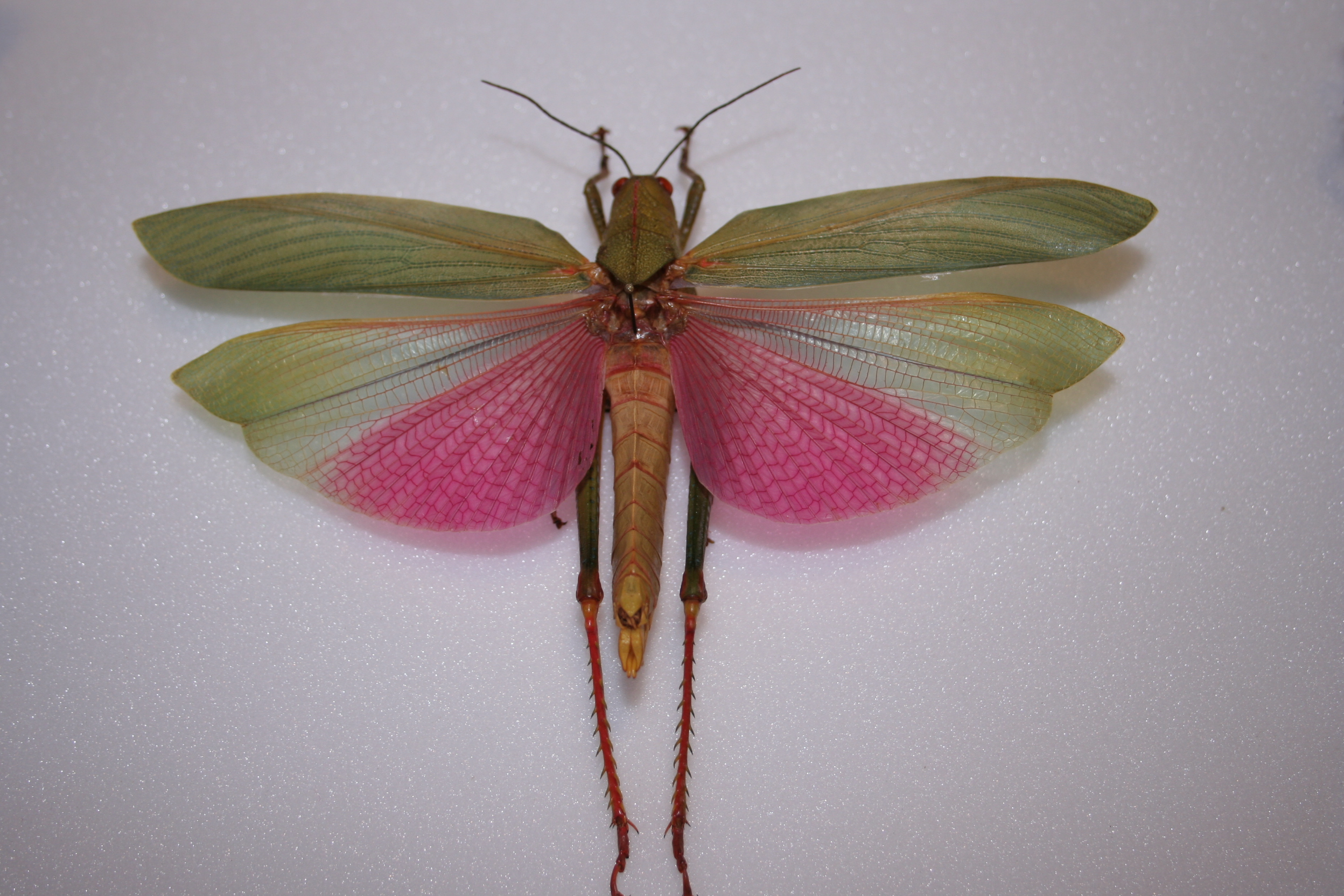
Titanacris sp.